# 大阪人の新常識 OSAKA LOVER
『大阪人の新常識 OSAKA LOVER』（おおさかじんのしんじょうしき おおさか らばー）は、テレビ大阪で2018年4月21日から2023年2月18日まで、不定期の土曜18:59 - 20:54に放送されていたバラエティ番組である。

## 概要
2017年8月19日・9月16日に『OSAKA 1番らばー』として、同年12月16日に『大阪人の新常識 OSAKA LOVER 3』として、2018年3月10日に『大阪人の新常識 OSAKA LOVER 4』として、それぞれ特別番組が放送され、2018年4月21日よりレギュラー放送を開始する。

## 出演者

### 現在

#### MC
- 高橋茂雄（サバンナ）
- 川田裕美

#### スタジオ
- 月亭八方
- 円広志

他

#### VTR出演
- 藤本敏史（FUJIWARA）
- 月亭八光
- 東貴博
- TKO
- 八木真澄（サバンナ）
- 柴田英嗣（アンタッチャブル）
- 福田充徳（チュートリアル）
- 川島明（麒麟）
- 西代洋（ミサイルマン）
- ウーイェイよしたか（スマイル）
- 団長（安田大サーカス）
- かまいたち
- 藤崎マーケット
- アキナ
- ミキ
- すっちー
- 酒井藍など

## 放送局
| 放送対象地域 | 放送局     | 系列           | 放送日時          | 備考   |
| 大阪府       | テレビ大阪 | テレビ東京系列 | 土曜18:59 - 20:54 | 制作局 |

※2022年2月5日は、特別にテレビ和歌山で放送した。

## スタッフ
2020年4月18日放送分
- ナレーター：中矢由紀、鹿瀬ハジメ
- 構成：上地茂晴、村井聡之、くらやん、高井祥、山下貴
- リサーチ：山本恵未夏、岡力
- TD：濵知正崇
- SW：森口雅人
- CAM：高平和可菜、竹田良平、竹本幸弘、奥野卓哉
- CA：岩川早騎
- VTR：磯野裕太、室岡薫
- VE：小栗涼太
- MIX：越中丈司
- AUD：山中大夢、羽根田一輝
- 照明：河角徳明、朴昌根、原邦明
- タイトル：岸田穂乃香
- 美術：杉野光正、滝原百歳
- 電飾：久保定一
- タイトルバック：だるま商店
- ロゴ・CG：井口和俊
- イラスト：奈良裕己
- 編集：山本崇央、工藤大輔、深見知子、田中里奈、井上孝志、西村潤
- 音効：谷口夏海、漆原昌子、上薗茜
- MA：黒澤秀一
- 制作協力：えむき、メディアプルポ、一歩本舗、ウォークオン、自由本舗、オカリキ商店
- 技術協力：テーク・ワン、SpEED、Studio Nest、グリーン・アート、新光企画、IDEA、MORE、WITH YOU
- 編成：水谷陽介（TVO）
- 宣伝：藤本佳成（TVO）
- WEB：古閑三保子（TVO）
- デスク：西田里奈、堀内菜摘
- アシスタントディレクター：久保田廉矢、南濃健二、田邊朋恵
- ディレクター：茂野悠介（TVO）、三里隆之（えむき）、久保しおり
- 演出：藤原慎平（メディアプルポ）
- 総合演出：松本武史（えむき）
- プロデューサー：児島太一（TVO）
- 製作著作：テレビ大阪